# Чеслава Косцянська
Чеслава Косцянська (пол. Czesława Kościańska, 22 травня 1959) — польська академічна веслувальниця.
Срібна призерка Олімпійських Ігор 1980 року в складі розпашної двійки без стернової, учасниця 1988 року.
Срібна призерка Чемпіонату світу 1982 року в складі розпашної двійки без стернової, бронзова призерка 1979 року в складі розпашної двійки без стернової.